# Gino Marielli
Gino Marielli, pseudonimo di Luigi Marielli (Olbia, 25 gennaio 1958), è un musicista e cantautore italiano.

## Biografia
Gino Marielli è noto per essere uno dei tre fondatori del gruppo etno-pop-rock Tazenda.

### Il Coro degli Angeli
Nel 1982, insieme ai fratelli Poddighe, Andrea Parodi, Gigi Camedda e Giampaolo Conchedda con il Coro degli Angeli, pubblica l'album in studio Canzoni di Mogol - Battisti,  Misterios nel 1984 e Shangay nel 1986. Con tre album dal vivo Cantare - Gianni Morandi nel 1980, Live @ RTSI Gianni Morandi nel 1983.

### I Tazenda
Nel 1988 ha formato, con Andrea Parodi e Gigi Camedda, suoi compagni nel gruppo degli anni 80 Coro degli Angeli, il gruppo etno-rock sardo Tazenda, di cui è ancora oggi chitarrista e anche seconda voce.
Chitarrista e autore, ha firmato canzoni che ormai fanno parte della storia della musica, oltre ad aver collezionato numerosi riconoscimenti come il Premio Tenco per la miglior canzone con Disamparados, il Telegatto, due partecipazioni a Sanremo e collaborazioni prestigiose con artisti come Bertoli, De André, Ramazzotti, Renga, Grignani, i Modà e altri.
Tra i venti e i venticinque anni ha suonato la chitarra come turnista per Gianni Morandi, con cui ha scritto il brano Scivolando. Ha scritto insieme a Mogol Il respiro del silenzio e Ave Maria bella, cantata davanti a Papa Francesco da Gigi Camedda.
In Sardegna ha scritto per Andrea Parodi, Alessandro Catte, i Chichimeca, Claudia Crabuzza, Janas, Maria Giovanna Cherchi, Claudia Denule e altri.
Ha scritto per il Giornale di Sardegna come opinionista e per Sardegna Live. Ha scritto e pubblicato il romanzo L’indiana di Luogosanto e il libro Le mie canzoni per i Tazenda.
Attualmente è direttore e coordinatore artistico del progetto "Umpare". Il brano è stato creato da lui per celebrare i 70 anni dalla nascita della Sardegna come Regione Autonoma. Attualmente dirige il progetto "Umpare".
Nel 2021, scrive insieme a Renato Cubo e i Tazenda, l'inno della Dinamo Sassari e cantato  da Baz.

## Partecipazioni al Festival di Sanremo

### Interprete e autore coi Tazenda
| Edizione                 | Artista                      | Brano                    | Autore                    | Categoria | Posizione |
| ------------------------ | ---------------------------- | ------------------------ | ------------------------- | --------- | --------- |
| Festival di Sanremo 1991 | Tazenda & Pierangelo Bertoli | Spunta la Luna dal monte | L. Marielli e P. Bertoli  | Campioni  | 5         |
| Festival di Sanremo 1992 | Tazenda                      | Pitzinnos in sa gherra   | L. Marielli e F. De André | Campioni  | 8         |

### Ospiti coi Tazenda
| Edizione                 | Artista               | Brano        | Autore   |
| ------------------------ | --------------------- | ------------ | -------- |
| Festival di Sanremo 2009 | Tazenda & Marco Carta | La forza mia | P. Carta |

## Discografia

### Coro degli Angeli
Album in studio
- 1982 - Canzoni di Mogol - Battisti.
- 1984 - Misterios.
- 1986 - Shangay.

Album dal vivo
- 1980 - Cantare - Gianni Morandi.
- 1983 - Live @ RTSI Gianni Morandi.
- 1997 - Coro degli Angeli Live Concert 1984/87.

### Tazenda
Album in studio
- 1988 – Tazenda.
- 1991 – Murales.
- 1992 – Limba.
- 1995 – Fortza paris.
- 1998 – Sardinia.
- 2005 – ¡¡¡Bum-ba!!!.
- 2007 – Vida.
- 2008 – Madre Terra.
- 2012 – Ottantotto.
- 2021 – Antìstasis.

Album dal vivo
- 1993 - Il popolo rock.
- 2001 - Bios.
- 2005 - Tazenda'.
- 2009 - Il nostro canto - Live in Sardinia.
- 2011 - Desvelos tour.
- 2015 - Il respiro live.

Raccolte
- 1997 - Il Sole di Tazenda.
- 2016 - S'istoria.

## Libri
- Le Mie Canzoni per i Tazenda.[2][6]
- L’Indiana di Luogosanto - 2020.[7]